# Бурдученко, Инна Георгиевна
Инна Георгиевна Бурдученко (31 марта 1939, Чернигов — 15 августа 1960, Донецк) — советская актриса театра и кино. Известна благодаря сыгранной главной роли в фильме «Иванна». Погибла на съёмках фильма «Цветок на камне».

## Биография

Могилы И. Бурдученко и И. Кирилюка на Байковом кладбище в Киеве.

Родилась 31 марта 1939 года в Чернигове. В детстве увлекалась литературой, занималась художественной гимнастикой. Родители мечтали, что их дочка станет врачом, а некоторые люди считали, что она станет спортсменкой. Однако Бурдученко после окончания учёбы поехала в Киев поступать в Театральный институт имени Карпенко-Карого.
После отбора Бурдученко в итоге не попала в список студентов и вернулась домой. Однако жить без театра не могла и устроилась на должность реквизитора сцены в областном театре. С удовольствием принимала участие в массовках, позже сыграла роль Джеммы в спектакле «Овод». Это был её первый успех, и в 1957 году была принята в институт на курс Владимира Нелли.
Будучи студенткой третьего курса, Бурдученко получила приглашение на съёмки в картину Виктора Ивченко «Иванна». Ассистент режиссёра случайно встретил на одной из киевских улиц Бурдученко и тут же пригласил её на съёмки. Несмотря на то, что на главную роль пробовались многие актрисы, после нескольких проб роль досталась Бурдученко. Во время съёмок ей приходилось по несколько дней голодать.
В конце декабря 1959 года в Октябрьском дворце состоялась премьера фильма, и игра актрисы впечатлила зрителей: казалось, что героиня Бурдученко существовала на самом деле. Фильм получил вторую премию на Всесоюзном фестивале 1960 года, что стало большим успехом. На одной из премьер Бурдученко познакомилась со своим поклонником Игорем Кирилюком, и вскоре они поженились.
Фильм вышел в 1960 году в прокат в католической Польше и был предан анафеме Папой Римским Иоанном XXIII.

## Гибель
30 июля 1960 года во время съёмок картины «Цветок на камне» (рабочее название «Так ещё никто не любил»), которые проходили на Донбассе, в одной из сцен героиня Бурдученко спасала из горящего барака знамя. В ходе съёмок было сделано несколько дублей. Деревянный дом обильно поливали бензином и поджигали. С каждым разом конструкция сильнее прогорала. Режиссёр картины Анатолий Слесаренко посчитал это недостаточным и заставил Бурдученко сделать ещё один дубль. Девушка вбежала в помещение, схватила знамя, а убежать уже не смогла. Каблук застрял между досок на полу и в это же время перед актрисой упала горящая балка. Снимавшийся в массовке шахтёр Сергей Иванов бросился спасать Бурдученко и вынес её из барака, получив сильные ожоги. Бурдученко Поступила в ожоговое отделение в Сталино (теперь Донецк). 78 % кожи было обожжёно, кроме лица, которое Бурдученко прикрыла руками, и частей тела под бельем актрисы - трусами и бюстгальтером. По распоряжению министра культуры СССР Екатерины Фурцевой Бурдученко уделялось повышенное внимание. Много доноров сдали для актрисы кровь и кожу. 15 августа 1960 года Бурдученко скончалась от ожогов. Она была на третьем месяце беременности.
Похоронена в Киеве на Байковом кладбище. Тело было доставлено самолётом в аэропорт Борисполь. Прощание прошло на киностудии. В последний путь её провожало много киевлян. Режиссёр был признан виновным в преступной халатности и приговорён к 5 годам заключения.

## Семья
Муж — Игорь Александрович Кирилюк (1936—1963). Погиб в автомобильной аварии и похоронен рядом с женой в Киеве на Байковом кладбище.

## Фильмография
- 1959 — Иванна — Иванна Ставничая
- 1960 — Цветок на камне — Христина